# Krzeczkowo Mianowskie
Krzeczkowo Mianowskie – wieś w Polsce położona w województwie podlaskim, w powiecie wysokomazowieckim, w gminie Czyżew.
W latach 1975–1998 miejscowość administracyjnie należała do województwa łomżyńskiego.
Wierni kościoła rzymskokatolickiego należą do parafii św. Doroty w Rosochatem Kościelnem.

## Historia
Pod koniec XIX w. wieś w powiecie ostrowskim, gmina Dmochy-Glinki, parafia Rosochate.
W pobliżu kilka innych wsi o wspólnej nazwie Krzeczkowo:
- Krzeczkowo Bieńki-Stare
- Krzeczkowo Bieńki-Nowe:
  - pod koniec wieku XIX we wsi osad 4, użytki rolne o powierzchni 25. morgów
  - folwark Krzeczkowo Bieńki-Nowe w 1866 r. posiadał powierzchnię 300. morgów, w tym: grunty orne i ogrody-230, pastwiska-20, lasy-4 i nieużytki i place-16 morgów
- Krzeczkowo Gromadzyno:
  - pod koniec wieku XIX we wsi osad 11, użytki rolne o powierzchni 13. morgów
  - dobra Krzeczkowo Gromadzyno składały się z folwarków: Krzeczkowo i Szepielaki. W roku 1866 miały łączną powierzchnię 821. morgów, w tym: grunty orne i ogrody-652, łąki-80, pastwiska-30, lasy-40 i nieużytki i place-19 morgów
- Krzeczkowo Mianowskie, w 1827 roku 18 domów i 131 mieszkańców. Pod koniec XIX w. 15 domów i 132. mieszkańców
- Krzeczkowo Szepielaki
- Krzeczkowo Wybranowo
  - w roku 1866 powierzchnia użytków rolnych w folwarku Krzeczkowo Wybranowo wynosiła 422. morgi: grunty orne i ogrody-360, łąki-50, zarośla i nieużytki-12 morgów[8].

W roku 1827 w wymienionych wsiach łącznie było 50 domów i 346. mieszkańców.
W 1921 r. naliczono tu 33 budynki z przeznaczeniem mieszkalnym oraz 182. mieszkańców (95. mężczyzn i 87 kobiet). Wszyscy podali narodowość polską.